# 쓸개즙

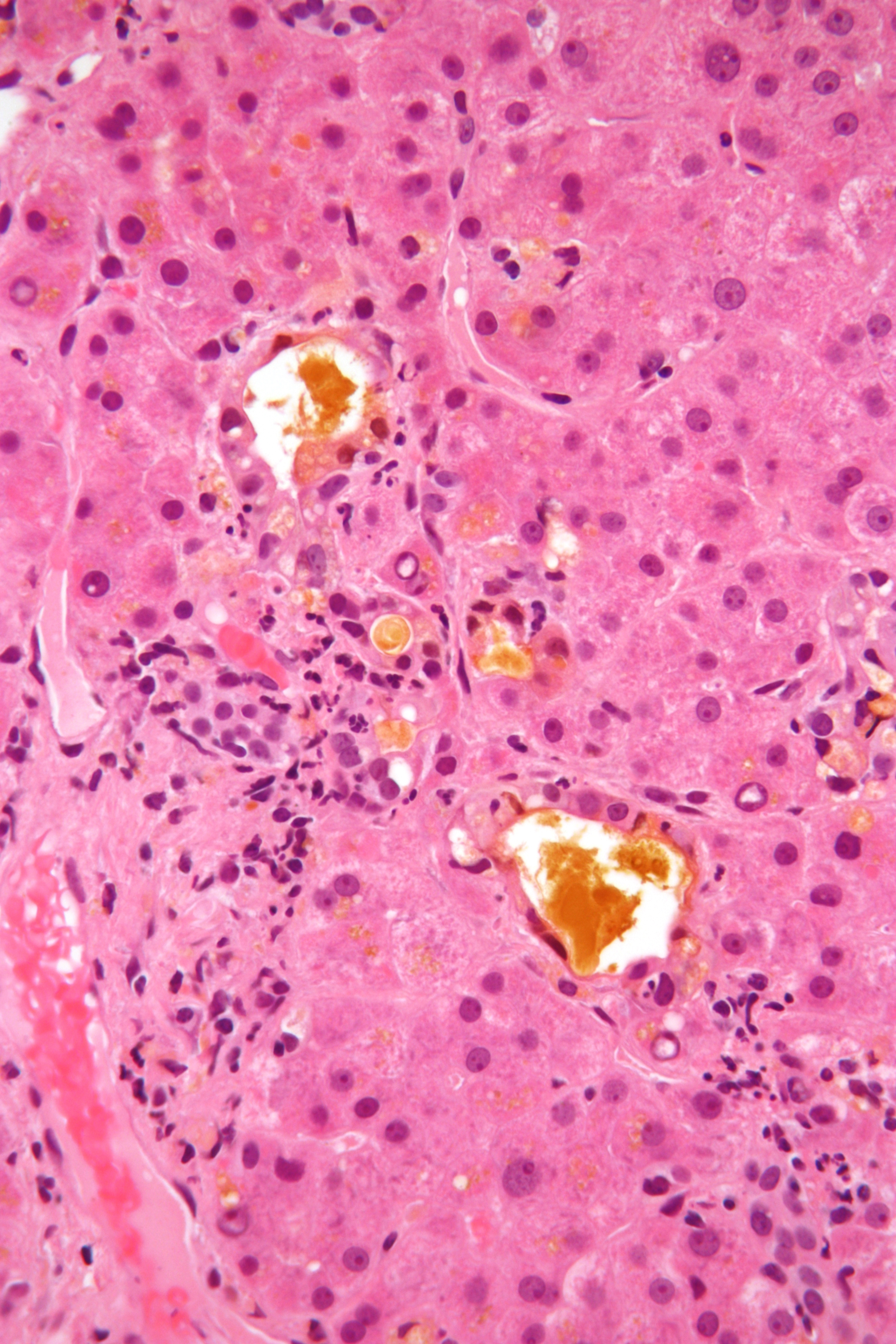
쓸개즙정체(쓸개즙 울체)라 불리는 질환에서 헤마톡실린-에오신 염색으로 염색한 간 생검 내 쓸개즙(노란 물질)

쓸개즙(라틴어, 스페인어 : bilis, 프랑스어, 영어, 포르투갈어: bile, 독일어: Galle) 또는 담즙은 대부분의 척추동물의 간에서 생성되는 황록색 액체로, 작은창자에서 지질의 소화를 돕는다. 사람의 쓸개즙은 주로 물로 구성되며, 간에서 지속적으로 생성되어 쓸개에 저장되고 농축된다. 사람이 음식을 섭취하면, 저장된 쓸개즙은 십이지장으로 알려진 작은창자의 첫 번째 부분으로 배출된다.

## 구성
사람의 간에서 쓸개즙은 97~98%의 물, 0.7%의 쓸개즙산, 0.2%의 빌리루빈, 0.51%의 지방(콜레스테롤, 지방산, 레시틴), 200meq/L의 무기염류로 구성된다. 쓸개즙의 두 가지 주요 색소는 오렌지색-노란색의 빌리루빈과 그 산화 형태인 녹색의 빌리베르딘이다. 이들이 섞이면 대변의 갈색을 나타낸다. 성인 인간에게서는 하루에 약 400 to 800 밀리리터 (14 to 27 미국 액량 온스)의 쓸개즙이 생성된다.

## 기능

소화에서 쓸개즙염의 작용

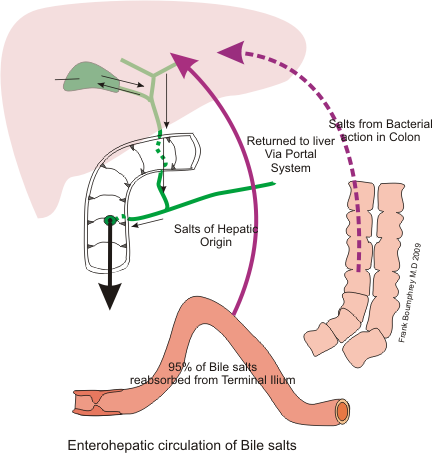
쓸개즙의 재활용

쓸개즙 또는 담즙은 어느 정도 계면활성제로 작용하여 음식 속 지질의 유화를 돕는다. 쓸개즙염 음이온은 한쪽은 친수성이고 다른 쪽은 소수성이다. 따라서 소수성 측면은 지방을 향하고 친수성 측면은 바깥을 향하도록 지질(트라이글리세라이드와 인지질) 방울 주위에 모여 미셀을 형성하는 경향이 있다. 친수성 측면은 음전하를 띠며, 이 전하는 쓸개즙으로 코팅된 지방 방울이 더 큰 지방 입자로 재응집되는 것을 방지한다. 일반적으로 십이지장의 미셀은 사람에게서 직경이 약 1~50 μm이다.
음식 지방이 미셀로 분산되면 이자 지방분해효소의 작용을 위한 표면적이 크게 증가한다. 이 효소는 트라이글리세라이드를 소화시키며 쓸개즙염 사이의 틈새를 통해 지방 코어에 도달할 수 있다. 트라이글리세라이드는 두 개의 지방산과 하나의 모노글리세라이드로 분해되며, 이들은 장벽의 융털에 흡수된다. 장막을 가로질러 전달된 후, 지방산은 트라이글리세라이드로 다시 형성된 다음(재에스터화), 암죽관을 통해 림프계로 흡수된다. 쓸개즙염이 없으면 음식 속 지질의 대부분이 소화되지 않은 채 대변으로 배설된다.
쓸개즙은 지방 흡수를 증가시키므로, 비타민 A, 비타민 D, 비타민 E, 비타민 K와 같은 지용성 비타민 등 지용성 물질의 흡수에 중요한 부분이다.
소화 기능 외에도 쓸개즙은 간에서 재활용되는 적혈구의 부산물인 빌리루빈의 배설 경로로도 작용한다. 빌리루빈은 글루쿠론산 포합을 통해 헤모글로빈에서 유래한다.
쓸개즙은 평균적으로 알칼리성인 경향이 있다. 총담관 쓸개즙의 pH (7.50~8.05)는 해당 쓸개 쓸개즙의 pH (6.80~7.65)보다 높다. 쓸개에 있는 쓸개즙은 사람이 음식을 섭취하지 않는 시간이 길어질수록 더 산성이 되지만, 휴식은 이러한 pH 감소를 늦춘다. 알칼리로서, 쓸개즙은 작은창자의 첫 번째 부분인 십이지장에 들어가기 전에 과도한 위산을 중화시키는 기능도 한다. 쓸개즙산은 또한 살균제로 작용하여 음식에 있을 수 있는 많은 미생물을 파괴한다.

## 임상적 중요성
쓸개즙이 없으면 지방이 소화되지 않고 대신 대변으로 배설되는데, 이를 지방변이라고 한다. 대변은 특유의 갈색을 띠지 않고 대신 흰색 또는 회색이며 기름지다. 지방변은 필수 지방산과 지용성 비타민 결핍으로 이어질 수 있다. 또한 (음식에서 지방을 흡수하는 역할을 하는) 작은창자를 지나면 위창자길과 창자 미생물상은 지방을 처리하는 데 적합하지 않아 큰창자에 문제가 발생한다.
쓸개즙에 함유된 콜레스테롤은 때때로 쓸개에 덩어리로 축적되어 담석을 형성한다. 콜레스테롤 담석은 일반적으로 쓸개 제거 수술로 치료된다. 그러나 때로는 케노데옥시콜산이나 우르소데옥시콜산과 같은 특정 자연 발생 쓸개즙산의 농도를 높여 용해시킬 수도 있다.
구토를 반복한 후와 같이 공복 상태에서는 구토물이 녹색 또는 짙은 노란색을 띠고 매우 쓰다. 쓰고 녹색을 띠는 성분은 쓸개즙 또는 위에서 나오는 정상적인 소화액일 수 있다. 약화된 판막(유문), 에탄올을 포함한 특정 약물, 강한 근육 수축 및 십이지장 경련으로 인해 쓸개즙이 이차적으로 위로 역류할 수 있다. 이를 담즙 역류라고 한다.

### 막힘
담도 폐쇄는 쓸개 또는 간에서 십이지장으로 쓸개즙을 전달하는 담관이 막히는 상태를 말한다. 쓸개즙이 막히면 혈류에 빌리루빈이 축적되어 황달이 발생할 수 있다. 담도 폐쇄의 여러 잠재적 원인으로는 담석, 암, 외상, 총담관낭, 또는 기타 양성 담관 협착 원인이 있다. 담관 폐쇄의 가장 흔한 원인은 담석이 쓸개에서 쓸개주머니관 또는 총담관으로 빠져나와 막히는 경우이다. 쓸개 또는 쓸개주머니관이 막히면 쓸개염이 발생할 수 있다. 폐쇄가 이자관 합류점 너머에 있으면 담석성 췌장염을 유발할 수 있다. 일부 담도 폐쇄의 경우, 쓸개즙이 박테리아에 감염되어 담관염으로 이어질 수 있다.

## 사회와 문화
고전 고대부터 중세까지 서양에서 널리 퍼진 의학 이론에서 신체의 건강은 네 가지 "체액"의 균형에 달려 있었으며, 이 중 두 가지가 쓸개즙과 관련이 있었다. 혈액, 가래, "노란 쓸개즙"(담즙), "검은 쓸개즙"이다. 이 "체액"은 개방된 공기 중에서 수행된 혈액 침강 검사에서 유래한 것으로 여겨지며, 이 검사는 바닥에 어두운 응고물("검은 쓸개즙"), 비응고 적혈구층("혈액"), 백혈구층("가래"), 투명한 노란색 혈청층("노란 쓸개즙")을 나타낸다.
검은 쓸개즙과 노란 쓸개즙의 과잉은 각각 우울증과 공격성을 유발한다고 생각되었으며, 그리스어 이름에서 영어 단어 콜레라(그리스어 χολή kholē, "쓸개즙"에서 유래)와 멜랑콜리아가 생겨났다. 전자의 의미에서 동일한 이론은 영어 단어 bilious가 쓸개즙에서 파생된 의미, 영어에서 gall이 "분노" 또는 "무례함"을 의미하는 것, 그리고 그리스어 kholé에서 파생되어 프랑스어의 colère와 스페인어의 cólera처럼 분노를 나타내는 단어로 일부 로망스어군으로 전해진 라틴어 cholera의 의미를 설명한다.

### 비누
비누는 소의 쓸개즙과 같은 포유류의 쓸개즙과 섞을 수 있다. 쓸개즙 비누 또는 담즙 비누라고 불리는 이 혼합물은 세탁 몇 시간 전에 직물에 바르면 다양한 종류의 얼룩을 제거하는 전통적이고 효과적인 방법이다.

### 음식
피나파이탄은 필리핀 요리에서 쓸개즙을 조미료로 사용하는 요리이다. 쓸개즙이 일반적으로 요리 재료로 사용되는 다른 지역으로는 라오스와 태국 북부가 있다.
보신 전쟁 중 사쓰마번의 초기 일본 제국 육군 군인들은 쓸개즙에 삶은 인간 간을 먹었다고 전해진다. 살해된 적의 간을 먹는 관습은 히에몬도리(冷え物取り)라고 불리며 사쓰마 사람들의 전통이었다.

### 곰
쓸개즙 제품이 중의학에서 인기 있는 재료인 지역에서는 곰을 이용한 쓸개즙 채취가 널리 퍼져 있다. 이러한 관행은 활동가들에게 비난받아 왔으며, 일부 제약 회사는 합성(비곰 유래) 대체제를 개발했다.

## 주요 산

콜산
케노데옥시콜산
글리코콜산
타우로콜산
데옥시콜산
리토콜산

## 같이 보기
- 간기능 검사
- 우루사
- 빌리루빈
- 담즙산